# Фридман, Лев Григорьевич
Лев Григо́рьевич Фри́дман (род. 14 августа 1969, Свердловск) — российский автогонщик.
С 1998 года выступает в автоспортивных состязаниях. Лучшее достижение в чемпионате России по кольцевым автогонкам — третье место в 2006 году (класс «Туринг»). В 2007 году стартовал в двух этапах чемпионата мира для автомобилей в классе «Туринг». Принял участие в четырёх гонках за команду «Russian Bears Motorsport» на BMW 320i. Занял в чемпионате 18 место с четырьмя очками. В 2007 году выступал в серии Dutch Supercar Challenge.